# Oreopsyche montenegrina
Oreopsyche montenegrina är en fjärilsart som beskrevs av László Anthony Gozmány 1960. Oreopsyche montenegrina ingår i släktet Oreopsyche och familjen säckspinnare. Inga underarter finns listade i Catalogue of Life.